# Temple du feu de Yazd
Le temple du feu de Yazd, également connu sous le nom d'Atashkadeh-e Yazd, est un temple situé à Yazd, dans la province du même nom, en Iran. Il a été construit en 1934 et perpétue l'Atash Bahram, qui signifie « feu victorieux », daté de 470. Il s'agit de l'un des neuf Atash Behrams, les temples du feu du grade le plus élevé, le seul de ce grade en Iran (les huit autres Atash Behrams se trouvent en Inde). 

## Histoire
Les fonds nécessaires à la construction du temple du feu de Yazd ont été fournis par l'Association des Zoroastriens Parsi de l'Inde.
Le feu sacré du temple aurait été allumé depuis environ 470 après J.-C. Il avait été créé à l'origine par le souverain Sassanide dans le temple du feu de Pars Karyan, au sud de Lar, province du Fars. De là, il a été transféré à Aqda (région d'Ardakan, Yazd) où il a été conservé pendant 700 ans. Le feu sacré a ensuite été déplacé en 1173 vers le temple d'Ardakan, où il a duré 300 ans, puis transféré de nouveau dans la maison d'un grand prêtre à Yazd, pour être ensuite consacré au nouveau temple en 1934. Les prêtres alimentent régulièrement la flamme sacrée avec du bois sec, de préférence d'abricotier ou d'amandier. 
Le temple du feu est construit dans un style architectural achéménide en maçonnerie de briques selon le plan préparé par les architectes de Bombay. Sa conception est similaire à celle des temples Atash Behram en Inde. Le bâtiment est entouré d'un jardin planté d'arbres fruitiers. Une représentation ailée d'Ahura Mazda est intégrée à la porte d'entrée du temple.
Le feu sacré est installé dans le temple derrière une enceinte en verre teinté ambré. Seuls les Zoroastriens sont autorisés à se rendre dans la zone du sanctuaire du feu. Les non-zoroastriens ne peuvent le voir que de l'extérieur de la chambre en verre.
|  |  |  |